# Monkey Business
Monkey Business es el cuarto álbum de estudio del grupo estadounidense the Black Eyed Peas. Fue lanzado el 7 de junio de 2005 por A&M Records, Interscope Records y will.i.am Music Group.
Tras el éxito mundial de su tercer álbum de estudio, Elephunk (2003), el grupo se embarcó en la gira Elephunk. Durante la gira, comenzaron a grabar Monkey Business en junio de 2004, y continuaron durante los seis meses siguientes en diversas ubicaciones del mundo. Los productores ejecutivos Ron Fair y will.i.am contaron con la participación de los productores Printz Board, Noize Trip, Timbaland y Danja para el álbum. Su producto final fue un disco de hip hop y pop que incorporaba una variedad de géneros, como crunk, funk, reggae, raï, calipso, soul, jazz y rock latino. Al igual que "Elephunk", explora temas líricos como las complejidades de las relaciones, la atracción sexual, las fiestas, la fama y, en menor medida, los problemas sociales. Surgió controversia por la letra de la canción "My Humps", que se centra en una mujer que usa sus atributos físicos para lograr sus objetivos.
"Monkey Business" recibió críticas mixtas de los críticos musicales, quienes elogiaron su producción, pero criticaron su contenido lírico y la inclinación de los Black Eyed Peas a comercializar el álbum. Debutó en el número dos de la lista Billboard 200 de Estados Unidos con 291.000 unidades vendidas en su primera semana, convirtiéndose en el primer álbum del grupo en entrar en el top 10 de la lista. El álbum fue certificado triple platino por la Asociación de la Industria Discográfica de Estados Unidos (RIAA), vendiendo más de cuatro millones de copias en Estados Unidos. A nivel internacional, alcanzó el número uno en Australia, Canadá, Francia, Alemania, México, Nueva Zelanda y Suiza, y ha vendido más de nueve millones de copias en todo el mundo. A pesar de la acogida de la crítica, el álbum ganó dos premios Grammy por sus sencillos «Don't Phunk with My Heart» y «My Humps», recibiendo tres nominaciones adicionales.
Monkey Business produjo cuatro sencillos. "Don't Phunk with My Heart" se convirtió en el sencillo del grupo que alcanzó el puesto más alto en la lista Billboard Hot 100 de Estados Unidos en aquel momento, alcanzando el número tres, y alcanzó el número uno en Australia, Canadá, República Checa, Finlandia y Nueva Zelanda. "Don't Lie" alcanzó el puesto número 14 en la lista Billboard Hot 100, siendo eclipsado por su sucesor, "My Humps", que comenzó a recibir mucha difusión espontánea. Tras su lanzamiento oficial como sencillo, "My Humps" alcanzó el número tres en la lista Billboard Hot 100, alcanzando el número uno en Australia, Canadá, Irlanda y Nueva Zelanda. El último sencillo, "Pump It", se convirtió en el sencillo del álbum con el punto más bajo en el Billboard Hot 100, llegando al puesto número 18. El álbum se promocionó aún más con dos giras de conciertos mundiales: The Monkey Business Tour (2005-2006) y el Black Blue & You Tour (2007).

## Antecedentes y desarrollo
En junio de 2003, los Black Eyed Peas lanzaron su tercer álbum de estudio, "Elephunk". Durante su producción, Fergie se unió al grupo como vocalista femenina. Liderado por un sencillo de éxito mundial y el primer éxito del grupo en el top 10 de la lista estadounidense Billboard Hot 100 "Where Is the Love?", el álbum fue un éxito inesperado y se convirtió en su disco revelación. It Alcanzó el puesto número 14 en la lista estadounidense Billboard 200, obtuvo la certificación doble platino de la Asociación de la Industria Discográfica de Estados Unidos (RIAA) y obtuvo seis nominaciones a los premios Grammy, incluida la primera victoria del grupo por "Let's Get It Started". El éxito comercial de "Elephunk" tuvo un impacto sustancial en la fama del grupo, y sus miembros will.i.am y Fergie planearon grabar en solitario en un estudio. Sin embargo, los planes se pospusieron porque "consideraron importante lanzar el próximo disco de Black Eyed Peas este año con el impulso que hemos tenido, lo que solo permitirá que nuestras aventuras en solitario sean exitosas y mantengan viva nuestra franquicia". Fergie declaró: "Para nosotros, los Black Eyed Peas están muy bien ahora mismo, y para mí lanzar un disco en solitario no me parece bien. Somos una familia, estamos en una ola especial y quiero seguir surfeando juntos. Son mis chicos". Posteriormente, lanzaría su álbum debut en solitario, The Dutchess, en septiembre de 2006, y will.i.am lanzó su tercer álbum de estudio, Songs About Girls, en septiembre de 2007.

## Grabación y producción

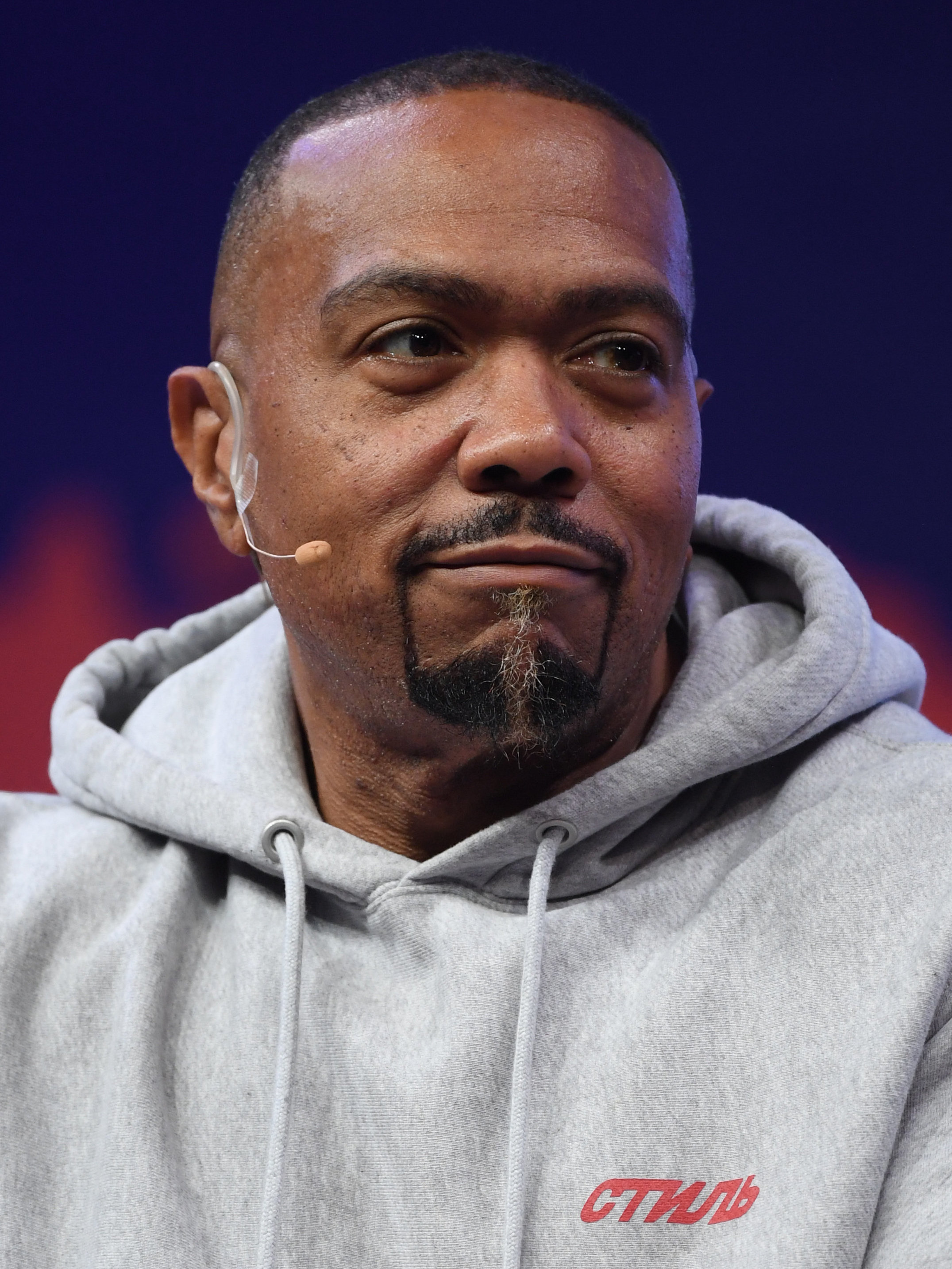
Timbaland coescribió y produjo "My Style".

Monkey Business se grabó en tandas de dos y tres meses a lo largo de 2004, mientras los Black Eyed Peas realizaban su gira Elephunk, en apoyo de su tercer álbum de estudio, Elephunk (2003). El productor ejecutivo will.i.am coescribió todos los temas y produjo o coprodujo todos excepto "My Style" y "Disco Club". Entre otros productores se encontraban apl.de.ap, Timbaland, Danja, Printz Board, Noize Trip y el productor ejecutivo Ron Fair. apl.de.ap coescribió nueve temas, Fergie coescribió ocho y Taboo coescribió dos. La producción comenzó en junio, mientras el grupo estaba de gira por el Reino Unido. Grabaron seis temas en los Metropolis Studios de Londres. Las sesiones de grabación continuaron en julio durante la parada de la gira en Japón, donde "Pump It" se grabó parcialmente en un tren bala. A su regreso a Estados Unidos, grabaron la mayoría de los temas en el Stewchia de Los Feliz, Los Ángeles.
El 11 de agosto, un incendio causado por velas desatendidas estalló en los estudios Glenwood en Burbank, California mientras el grupo estaba grabando, destruyendo aproximadamente $50 000 en equipos e instrumentos. Otras ubicaciones de grabación para Monkey Business incluyeron Amerycan Studios, Henson Recording Studios y Record Plant en Los Ángeles; Morning View Studios en Malibú, California; Smart Studios en Madison, Wisconsin; Daddy's House y Sony Music Studios en la ciudad de Nueva York; The Brothel en Filadelfia; Osi y Calvin Studios en Washington D. C.; los Hit Factory Criteria en Miami y el Peas Tour Bus. En diciembre, se reveló que el grupo había grabado "They Don't Want Music" con James Brown, y que "Monkey Business" se estaba mezclando y estaba cerca de completarse. El álbum fue masterizado por Brian Gardner en Bernie Grundman Mastering en Los Ángeles.

## Música y letras
Monkey Business es un álbum de hip hop y pop que incorpora una variedad de géneros, como crunk, funk, reggae, raï, calipso, soul, jazz y rock latino. Comienza con "Pump It", una canción de hip hop-funk que samplea fuertemente la versión de surf rock de "Misirlou" de Dick Dale de 1962. "Don't Phunk with My Heart", inspirada en la música de Bollywood, fue descrita como una secuela lírica del sencillo del grupo "Shut Up" (2003), con will.i.am explicando: "Cuando estás en malos términos con tu pareja, no quieres romper. Le dices cosas y en ese momento las sientes de verdad. Pero ella dice: deja de joderme". "My Style", la segunda colaboración del grupo con Justin Timberlake, presenta "una ingeniosa mezcla de creatividad Ritmos, un sutil acompañamiento de banda completa y voces multicapa". "Don't Lie" es una "disculpa romántica, alegre y con ritmo". will.i.am afirmó que la canción se compuso a partir de una experiencia en la que, engañosamente, le contó la verdad a una exnovia: "Es una canción sobre reconocer, disculparse y reconocer tus defectos. Trata sobre ser hombre o mujer, un adulto, y afrontar las situaciones con honestidad". "My Humps" es una canción de hip hop y dance con un ritmo de batería con influencias electro, que termina con "So Real" al piano. La canción generó controversia por su título y letra, que se centran en una mujer que usa sus pechos y glúteos para lograr sus objetivos.

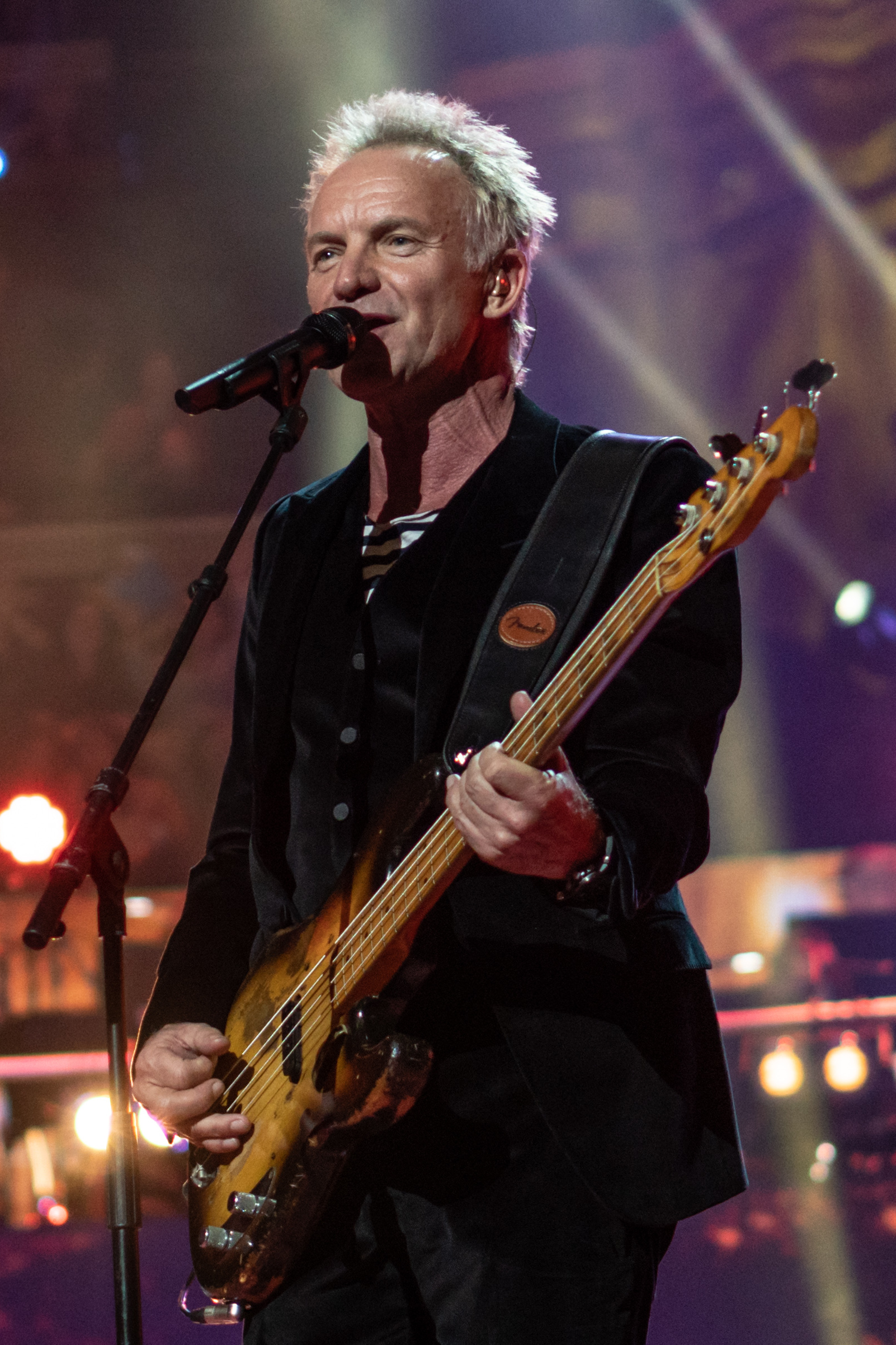
Sting aparece en la canción final del álbum "Union", que tiene un sample marcado de su propia canción "Englishman in New York" (1987).

El tema de hip hop underground "Like That", con la participación de Q-Tip, Talib Kweli, CeeLo Green y John Legend, comienza con un sample de la versión de 1965 de Astrud Gilberto de "Who Can I Turn To?".> El séptimo tema, "Dum Diddly", fue descrito por Neil Drumming de Entertainment Weekly como un tema "brillante, de falso reggae". "Feel Anima líricamente a sus oyentes a bailar. "Gone Going", con influencias de la música country, aborda el vacío del materialismo. Está construida sobre un ritmo de hip hop y un arreglo de instrumentos de viento y cuerda en vivo. "They Don't Want Music", con la participación de James Brown, es una canción impulsada por instrumentos de viento. jazz, música lounge y funk. "Disco Club" trata sobre hombres que "buscan clubes para encuentros casuales". La canción de baile "funky" "Bebot", cuyo título significa "chica sexy", está rapeada completamente en tagalo, al igual que "The Apl Song" de Elephunk (2003). "Ba Bump" presenta a su protagonista masculino emborrachando a una mujer y teniendo sexo con ella después. "Audio Delite at Low Fidelity" detalla líricamente la historia del grupo hasta el lanzamiento de Monkey Business, haciendo referencia a su ascenso a la prominencia; Termina con la canción oculta "Change". La canción que cierra el álbum, "Union", samplea con frecuencia "Englishman in New York" de Sting, quien hace una aparición especial. Una canción con influencias del jazz, que líricamente exige igualdad social.

## Título y Portada
Los Black Eyed Peas dieron numerosas explicaciones al título de "Monkey Business". En la sección "Preguntas y respuestas de BEP" del libreto del álbum, se escribieron dos definiciones del título.

"DEFINICIÓN 1: Con el éxito, la gente te trata de forma diferente. Pueden pasar de verte como una persona a verte como un producto. Y esa es una definición de Monkey Business."
"DEFINICIÓN 2: Los Elephants have nothing to see with PHUNK y los Monkeys have nothing to BUSINESS... ¿o sí? Nuestro negocio es PHUNKIN' MUSIC." [sic]

En una entrevista con The Record, los miembros describieron una experiencia en París durante su gira Elephunk (2004) que inspiró el título. Según will.i.am, estaban dentro de una camioneta cuando un grupo numeroso de aficionados llegó y comenzó a golpear las ventanas y a mirar dentro, a lo que Taboo dijo sentirse como si fueran monos enjaulados en un zoológico.
La portada del álbum "Monkey Business" fue fotografiada por Albert Watson. Muestra a Fergie, Taboo y apl.de.ap rodeando a will.i.am mientras grita por un megáfono, sobre un fondo rojo. Shepard Fairey y Florencio Zavala diseñaron la portada y el logotipo, bajo la dirección de Mike Jurkovac.

## Lanzamiento y promoción
En mayo de 2004, los Black Eyed Peas anunciaron que "Monkey Business" se lanzaría en noviembre. Su lanzamiento se pospuso hasta principios de 2005, antes de fijarse finalmente para el 7 de junio en Estados Unidos. La promoción del álbum ya había comenzado en enero, cuando se lanzó el comercial de Best Buy con el grupo interpretando "Pump It". Interpretaron "Don't Phunk with My Heart" por primera vez durante el UpFront de MTV Networks 2005/2006 en el Madison Square Garden el 3 de mayo de 2005. El grupo promocionó el álbum en el Reino Unido interpretando Don't Phunk with My Heart en el episodio del 6 de mayo de Top of the Pops y en el episodio del 13 de mayo de Later... with Jools Holland. Allí, comenzaron su gira promocional en la Brixton Academy de Londres el 6 de mayo y actuaron en varios recintos y festivales de Europa y Norteamérica, incluido Wango Tango, hasta el 2 de junio. El 3 de junio, los Black Eyed Peas se embarcaron en la gira The Monkey Business Tour en The Joint en Las Vegas; La gira estaba originalmente programada para comenzar el 11 de junio, pero luego se añadieron tres fechas anteriores. "Don't Phunk with My Heart" se interpretó posteriormente en los MuchMusic Video Awards de 2005 el 19 de junio, en The Tonight Show with Jay Leno el 24 de junio, en el concierto Live 8 en Filadelfia el 2 de julio, y en los Teen Choice Awards de 2005 el 16 de agosto.
The Black Eyed Peas promocionaron My Humps en TRL el 1 de noviembre, y la interpretó en los MTV Europe Music Awards de 2005 el 3 de noviembre. En los NRJ Music Awards el 21 de enero de 2006, el grupo interpretó una Un popurrí de "Don't Phunk with My Heart", "Don't Lie" y "Pump It". El 21 de marzo se lanzó un EP titulado Renegotiations: The Remixes, que incluye versiones alternativas de siete temas no incluidos en el sencillo de Monkey Business. Simultáneamente con The Monkey Business Tour, el grupo se embarcó en el 2006 Honda Civic Tour en los EE. UU. del 23 de marzo al 21 de mayo. Live from Sydney to Vegas, un álbum de video que documenta el espectáculo del 3 de junio de 2005 de The Monkey Business Tour en Las Vegas y el espectáculo del 3 de octubre de 2005 en el Sydney SuperDome, fue Lanzado el 5 de diciembre de 2006. Después de visitar Norteamérica, Asia, Oceanía, Sudamérica y Europa, la gira The Monkey Business Tour finalizó el 29 de diciembre en el Mandalay Bay en Paradise, Nevada. El 11 de septiembre de 2007, los Black Eyed Peas se embarcaron en la tercera gira de conciertos en apoyo de Monkey Business, la gira Black Blue & You patrocinada por Pepsi Cola, que visitó países selectos de África, América del Norte, Europa, América del Sur, Asia y Oceanía hasta el 30 de octubre.

## Sencillos

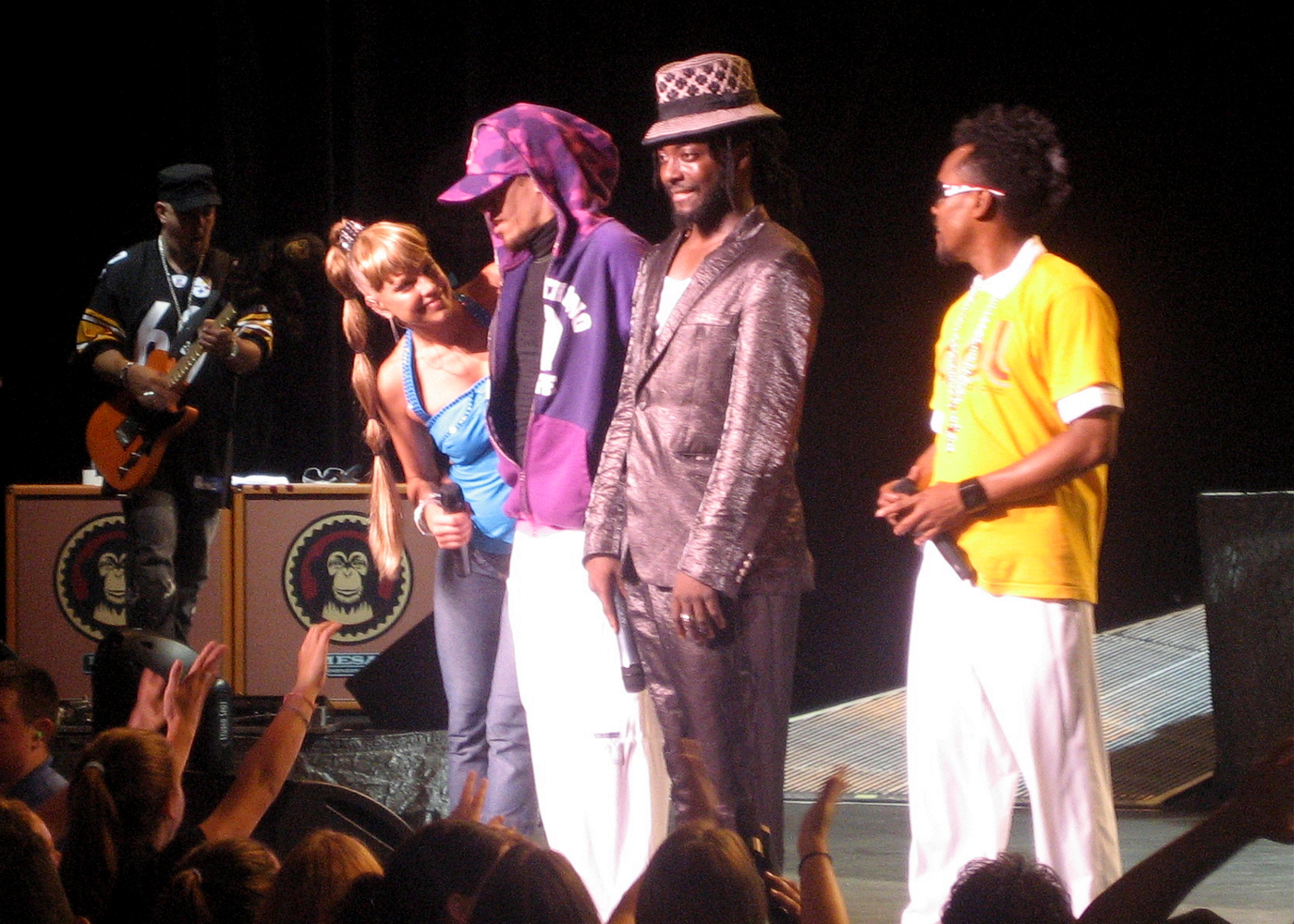
The Black Eyed Peas actuando durante The Monkey Business Tour el 24 de agosto de 2006.

En diciembre de 2004, MTV News informó que "They Don't Want Music", con la participación de James Brown, se lanzaría como el sencillo principal de "Monkey Business" en febrero de 2005. Sin embargo, esos planes fueron descartados a favor de "Don't Phunk with My Heart", que se estrenó el 5 de abril. Se convirtió en el sencillo de los Black Eyed Peas que alcanzó el puesto más alto en la lista estadounidense Billboard Hot 100 en ese momento, alcanzando el número tres. La canción alcanzó la cima de las listas en Australia, Canadá, República Checa, Finlandia y Nueva Zelanda. El sencillo digital fue certificado como disco de oro por la Asociación de la Industria Discográfica de Estados Unidos (RIAA) el 6 de junio, por ventas de 500.000 unidades en los Estados Unidos. Aclamada por la crítica, la canción ganó la Mejor interpretación de rap de un dúo o grupo en los Premios Grammy (2006), a la vez que recibió una nominación a la Mejor canción de rap. Dirigido por The Malloys, el video musical que lo acompaña es una parodia de concursos como The Price Is Right, The Dating Game o Love Connection. Fue nominado al Mejor Video de Grupo en los MTV Video Music Awards de 2005.
"Don't Lie" fue lanzado como el segundo sencillo de Monkey Business el 29 de junio de 2005. No logró duplicar el éxito de "Don't Phunk with My Heart", en parte debido al creciente éxito de "My Humps", que aún no se había lanzado como sencillo. La canción alcanzó el puesto número 14 en el Billboard Hot 100 de EE. UU., llegando a la lista de los diez primeros en Australia, Austria, Canadá, CIS, Dinamarca, Hungría, Italia, Países Bajos, Nueva Zelanda, Noruega y el Reino Unido, y en el European Hot 100 Singles. A pesar de una recepción crítica mixta, la canción fue nominada al Premio Grammy a la Mejor Interpretación Pop de un Dúo o Grupo en la 48.ª edición de los Premios Grammy. El video musical que la acompaña fue dirigido por The Saline Project y muestra a los miembros en Río de Janeiro.
"My Humps" se convirtió en un éxito no solicitado en la radio de éxitos contemporáneos en todo Estados Unidos, lo que provocó que se lanzara como el tercer sencillo de "Monkey Business" el 20 de septiembre de 2005. Alcanzó el puesto número tres en la lista Billboard Hot 100 de EE. UU. y encabezó las listas en Australia, Canadá, Irlanda y Nueva Zelanda. Su mastertone fue certificado doble platino por la RIAA el 14 de junio de 2006, por ventas de dos millones de unidades en los EE. UU. La canción recibió críticas mixtas a negativas de los críticos musicales, quienes criticaron su contenido lírico; Algunos incluso la consideraron una de las peores canciones jamás escritas. A pesar de la recepción crítica negativa, ganó el premio a la Mejor Interpretación Pop de un Dúo o Grupo en los Premios Grammy (2007), mientras que fue nominada a numerosos otros premios, incluyendo el MTV Video Music Award for Ringtone of the Year. El video musical que lo acompaña fue dirigido por Fatima Robinson y Malik Sayeed, y muestra a Fergie bailando con bailarinas de apoyo mientras en la pantalla aparecen imágenes de artículos caros como bolsos y joyas de Louis Vuitton, que supuestamente le compraron hombres. En los MTV Video Music Awards de 2006, ganó el Mejor Vídeo de Hip-Hop.
"Pump It" fue lanzado como el cuarto y último sencillo de Monkey Business el 16 de enero de 2006. Se convirtió en el sencillo del álbum con el punto más bajo en ventas, llegando al puesto número 18 en la lista Billboard Hot 100 de Estados Unidos. A nivel internacional, alcanzó la lista de los diez primeros en Australia, Bélgica, Canadá, Croacia, República Checa, Grecia, Hungría, Irlanda, Italia, Nueva Zelanda, Suiza y el Reino Unido, y en el European Hot 100 Singles. El video musical que lo acompaña fue dirigido por Francis Lawrence y muestra al grupo compitiendo y peleando con una pandilla dentro de un estacionamiento.
En julio de 2005, se anunció que "Like That" se lanzaría simultáneamente con "Don't Lie" como el segundo sencillo. Sencillo de "Monkey Business"; sin embargo, solo se lanzó "Don't Lie". "Like That" terminó siendo lanzado como sencillo promocional en vinilo de 12 pulgadas a finales de 2005. El video musical que lo acompaña fue dirigido por Syndrome y Nabil Elderkin, y se lanzó el 13 de diciembre. Aunque nunca se lanzó como sencillo oficial, se incluyó en el extended play (EP) Renegotiations: The Remixes (2006) de Black Eyed Peas, y su video musical fue un bonus track de iTunes Store. pista. "Dum Diddly", cuyo remix con Noizetrip fue una [[cara A y cara B de "Pump It", se lanzó como sencillo promocional en Francia en 2006. "Gone Going", nominada al Grammy, comenzó a recibir difusión en la radio en marzo de 2006, lo que le permitió alcanzar el puesto número 37 en el Mainstream Top 40 de Estados Unidos a pesar de no haber sido lanzada como sencillo. En 2006, Patricio Ginelsa dirigió los videos musicales de otros dos temas que no fueron sencillos: "Union" y "Bebot". Este último se filmó en Filipinas en julio y fue financiado de forma independiente por los miembros del grupo. Exhibiendo la cultura filipina, presenta a destacados artistas e intérpretes filipino-estadounidenses, incluida la finalista del tercer lugar de la tercera temporada, Jasmine Trias.

## Crítica
Monkey Business recibió críticas mixtas de los críticos musicales tras su lanzamiento. En Metacritic, que asigna una calificación normalizada sobre 100 a las reseñas de los críticos tradicionales, el álbum recibió una puntuación de promedio de 48, lo que indica "críticas mixtas o promedio", basada en 20 reseñas. Robert Christgau le dio al álbum una mención honorífica de tres estrellas, diciendo: "Lo que todo el pop podría ser, mucho más brillante y amable de lo que es". John Bush de AllMusic calificó la mayoría de las canciones como "el mismo tipo de rap de fiesta para cantar a coro con el que Black Eyed Peas se hizo famoso en Elephunk", y agregó: "Monkey Business podría venderse tan bien, o mejor, que Elephunk, pero lo que el grupo hacía sonar sin esfuerzo en el pasado suena forzado y enlatado aquí". Seleccionó "Feel It" y "Disco Club" como los puntos culminantes del álbum. Nathan Rabin de The A.V. Club le dio al álbum una crítica desfavorable, criticando el contenido lírico por lograr "degradarse aún más" que el de Elephunk, así como lo que percibió como falta de originalidad debido al sampleo excesivo. Nicholas Taylor de PopMatters compartió los sentimientos de Rabin, pero aun así elogió el álbum por ser un "gran disco para fiestas". Neil Drumming de Entertainment Weekly lo calificó como "un merengue insulso: una sucesión de raps de algodón de azúcar sobre chicas, fiestas y fiestas con chicas, interrumpidos por estribillos destinados a evaporarse fuera del perímetro de una fiesta".
Betty Clarke de The Guardian elogió el uso que hicieron los Black Eyed Peas de la fórmula de "rap de buenos chicos más profundidad pop multiplicada por numerosos invitados especiales", pero desestimó los temas líricos. Ella destacó la aparición de James Brown en "They Don't Want Music" como lo más destacado del álbum. Courtney Ryan Fitzgerald de Paste elogió la producción del álbum, llamando a sus canciones "bailables" y "pegadizas". El editor de Rolling Stone Christian Hoard fue positivo hacia Monkey Business, llamándolo "tan brillante, si no tan divertido, como Elephunk". Sal Cinquemani de Slant Magazine condenó el álbum por ser "prácticamente inescuchable", pero clasificó "Gone Going" como su punto culminante. Azeem Ahmad de musicOMH sintió algo similar, diciendo que el álbum era "imposible de escuchar de una sola vez porque es demasiado esfuerzo para el cerebro Absorber." Talia Kraines de BBC escribió: "Con sus rimas ingeniosas y letras limpias, [Monkey Business] es hip hop para familias", pero notó la degradación del grupo en los temas líricos desde su álbum de estudio debut, Behind the Front (1998). Jason King de The Village Voice describió el álbum como "estrafalario, kitsch antiséptico, como la banda sonora del mejor comercial de Old Navy".

## Reconocimientos
| Año  | Nominado                             | Galardón                                           | Resultado                   | Ref. |        |
| ---- | ------------------------------------ | -------------------------------------------------- | --------------------------- | ---- | ------ |
| 2005 | Teen Choice Award                    | Choice Music – Summer Song                         | "Don't Phunk with My Heart" |      | [ 85 ] |
| 2005 | Teen Choice Award                    | Choice Music – Party Starter                       | "Don't Phunk with My Heart" |      | [ 86 ] |
| 2005 | MTV Video Music Award                | Best Group Video                                   | "Don't Phunk with My Heart" |      | [ 55 ] |
| 2005 | Mnet Asian Music Award               | Best International Artist                          | "Don't Lie"                 |      | [ 87 ] |
| 2005 | IFPI Hong Kong Top Sales Music Award | Ten Best Sales Releases, Foreign                   | Monkey Business             |      | [ 88 ] |
| 2006 | NRJ Music Award                      | International Album of the Year                    | Monkey Business             |      | [ 89 ] |
| 2006 | Grammy Award                         | Best Rap Performance by a Duo or Group             | "Don't Phunk with My Heart" |      | [ 4 ]  |
| 2006 | Grammy Award                         | Best Rap Song                                      | "Don't Phunk with My Heart" |      | [ 4 ]  |
| 2006 | Grammy Award                         | Best Pop Collaboration with Vocals                 | "Gone Going"                |      | [ 4 ]  |
| 2006 | Grammy Award                         | Best Pop Performance by a Duo or Group with Vocals | "Don't Lie"                 |      | [ 4 ]  |
| 2006 | Soul Train Music Award               | Best R&B/Soul Album – Group, Band or Duo           | Monkey Business             |      | [ 90 ] |
| 2006 | Soul Train Music Award               | Best R&B/Soul or Rap Dance Cut                     | "My Humps"                  |      | [ 91 ] |
| 2006 | Juno Award                           | International Album of the Year                    | Monkey Business             |      | [ 92 ] |
| 2006 | MTV Australia Video Music Award      | Best Hip-Hop Video                                 | "Don't Phunk with My Heart" |      | [ 93 ] |
| 2006 | MTV Video Music Award Japan          | Best Group Video                                   | "Don't Phunk with My Heart" |      | [ 94 ] |
| 2006 | MTV Video Music Award Japan          | Best Pop Video                                     | "Don't Phunk with My Heart" |      | [ 94 ] |
| 2006 | MTV Video Music Award Japan          | Album of the Year                                  | Monkey Business             |      | [ 94 ] |
| 2006 | Myx Music Award                      | Favorite International Video                       | "My Humps"                  |      | [ 95 ] |
| 2006 | MuchMusic Video Award                | Best International Group Video                     | "My Humps"                  |      | [ 96 ] |
| 2006 | MTV Video Music Award                | Best Hip Hop Video                                 | "My Humps"                  |      | [ 67 ] |
| 2006 | MTV Video Music Award                | Ringtone of the Year                               | "My Humps"                  |      | [ 66 ] |
| 2007 | Grammy Award                         | Best Pop Performance by a Duo or Group with Vocals | "My Humps"                  |      | [ 4 ]  |

## Rendimiento comercial
En Estados Unidos, «Monkey Business» debutó y alcanzó el segundo puesto en la lista Billboard 200 el 25 de junio de 2005, detrás de «X&Y» de Coldplay, con 291 000 unidades vendidas en su primera semana. El primer álbum de los Black Eyed Peas en el top 10 de la lista, pasó sus primeras 23 semanas en el top 10, y luego pasó cinco semanas adicionales no consecutivas allí. El álbum debutó en la cima de los Top R&B/Hip-Hop Albums y Top Rap Albums, convirtiéndose en Su primer álbum número uno en ambas listas. Se ubicó dentro del top 20 a fin de año. Billboard 200 en 2005 y 2006, y ha pasado un total de 73 semanas en el Billboard 200 hasta 2023. El álbum fue certificado triple platino por la Asociación de la Industria Discográfica de Estados Unidos (RIAA) por envíos de tres millones de unidades el 21 de diciembre de 2005. Para 2011, había vendido más de cuatro millones de copias en los EE. UU.

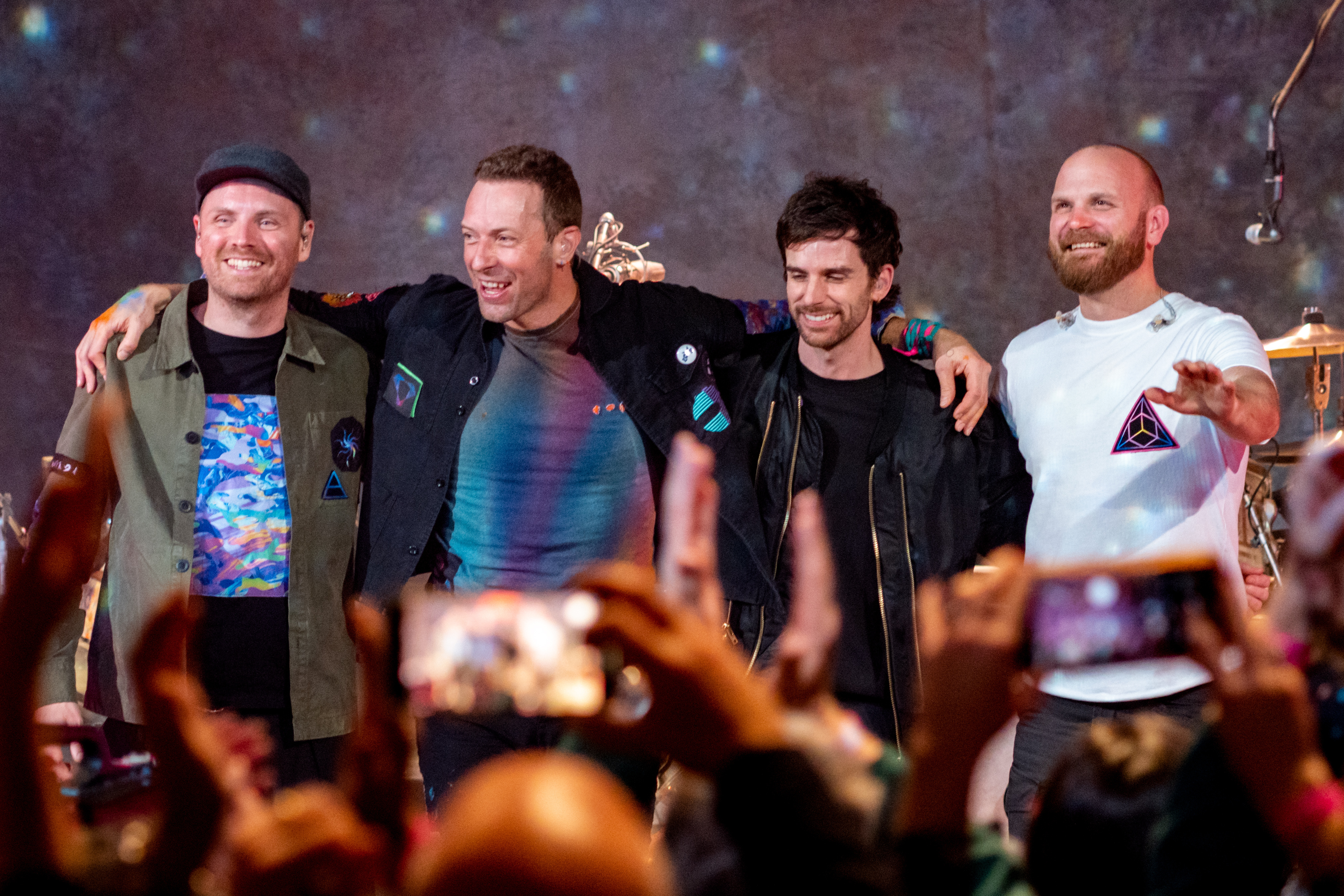
Coldplay desplazó a los Black Eyed Peas del primer puesto del Billboard 200 estadounidense con su álbum X&Y (2005).

Monkey Business debutó en el número dos en la Canadian Albums Chart con fecha del 25 de junio de 2005. Alcanzó la cima de la lista en su cuarta semana, pasando siete semanas en la cima y un total de 34 semanas en las listas. El álbum fue certificado séxtuple platino por la Canadian Recording Industry Association (CRIA) el 24 de marzo de 2006. En México, el álbum alcanzó la cima de la Top 100 México, siendo certificado platino+oro por la Asociación Mexicana de Productores de Fonogramas y Videogramas (AMPROFON). También fue un éxito comercial en Oceanía, debutando en el número uno tanto en Australia como en Nueva Zelanda. El álbum ha sido certificado séxtuple platino por la Australian Recording Industry Association (ARIA) y cuádruple platino por la Recorded Music NZ (RMNZ). En Japón, alcanzó el número tres en la Oricon Albums Chart, donde ha permanecido un total de 72 semanas, y ha sido certificado platino por la Recording Industry Association of Japan (RIAJ).
Monkey Business tuvo un desempeño similar en Europa, donde debutó en la cima del Top 100 de álbumes europeos. También debutó en el número uno en Francia, Alemania y Suiza, mientras que alcanzó la lista de los diez primeros en Austria, Bélgica, Dinamarca, Finlandia, Grecia, Hungría, Irlanda, Italia, Países Bajos, Portugal y España. La Federación Internacional de la Industria Fonográfica (IFPI) certificó el álbum doble platino por ventas de dos millones de copias en toda Europa. En el Reino Unido, debutó en el número cuatro en la Lista de álbumes del Reino Unido, en la cima de la lista de álbumes de R&B del Reino Unido, y en el número cinco en la lista de álbumes escoceses, con ventas de 49.260 copias en la primera semana. El álbum también ha sido certificado triple platino platino por la British Phonographic Industry (BPI), vendiendo más de un millón de copias en el país en junio de 2009, según Music Week. Monkey Business fue el cuarto álbum más vendido del mundo en 2005, y ha vendido más de nueve millones de copias en todo el mundo.

## Controversia
Tras el estreno de Elephunk (2003), los Black Eyed Peas fueron criticados y los críticos y los medios de comunicación afirmaron que se habían vendido. El grupo había criticado previamente a otros artistas por venderse, y el grupo fue examinado aún más a lo largo de la campaña promocional de Monkey Business. Algunos críticos afirmaron que sus patrocinios a varias compañías les hicieron sufrir de sobreexposición; Nathan Rabin de The A.V. Club declaró: "Con Elephunk, The Black Eyed Peas dieron el inusual salto de ser infravalorados e ignorados a estar de forma odiosa (e inmerecida) sobreexpuestos". Sal Cinquemani de Slant Magazine criticó especialmente la nueva popularidad y el éxito comercial del grupo, calificándolos de "pop desechable". will.i.am respondió a las críticas declarando:

"No hacemos nada que no encaje con la música. Nos prestamos a las representaciones benéficas, así que participamos en la Convención Nacional Demócrata para que la gente votara. Y luego hicimos un anuncio de Best Buy porque venden música. Luego hicimos el primer anuncio de iTunes. Hicimos la NBA porque es como, ¿quién no va a hacer la NBA? Hicimos el Super Bowl, porque ¿quién no va a hacer el Super Bowl? Y si te pidieran que hicieras dos años en los Grammys, ¿no lo harías? Y luego hicimos los Emmys porque dijeron: "Nadie ha hecho nunca los Emmys".

Surgió una mayor controversia sobre el contenido lírico de "My Humps", el tercer sencillo de "Monkey Business". La canción se centra en una protagonista femenina que usa sus pechos y glúteos para lograr sus objetivos, concretamente bienes materiales costosos. Varias publicaciones etiquetaron la canción como sexista y misógina. Algunos críticos incluso la consideraron la peor canción jamás escrita.

## Lista de canciones
Todas las canciones son producidas por will.i.am, excepto donde se anota.

| Monkey Business – Standard edition |                                                                 |                                  |          |  |
| N.º                                | Título                                                          | Producer(s)                      | Duración |  |
| 1.                                 | «Pump It»                                                       |                                  | 3:33     |  |
| 2.                                 | «Don't Phunk with My Heart»                                     |                                  | 3:59     |  |
| 3.                                 | «My Style» (con Justin Timberlake & Timbaland)                  | Timbaland Danja                  | 4:28     |  |
| 4.                                 | «Don't Lie»                                                     | will.i.am Ron Fair               | 3:39     |  |
| 5.                                 | «My Humps / So Real (outro)»                                    |                                  | 5:26     |  |
| 6.                                 | «Like That» (con Q-Tip, Talib Kweli, CeeLo Green & John Legend) |                                  | 4:34     |  |
| 7.                                 | «Dum Diddly» (con Dante Santiago)                               |                                  | 4:19     |  |
| 8.                                 | «Feel It»                                                       | apl.de.ap Printz Board will.i.am | 4:19     |  |
| 9.                                 | «Gone Going»                                                    |                                  | 3:13     |  |
| 10.                                | «They Don't Want Music» (con James Brown)                       |                                  | 6:46     |  |
| 11.                                | «Disco Club»                                                    | Noize Trip                       | 3:48     |  |
| 12.                                | «Bebot»                                                         |                                  | 3:30     |  |
| 13.                                | «Ba Bump»                                                       | Board will.i.am                  | 3:56     |  |
| 14.                                | «Audio Delite at Low Fidelity»                                  |                                  | 5:29     |  |
| 15.                                | «Union» (con Sting)                                             |                                  | 5:04     |  |
| 66:03                              |                                                                 |                                  |          |  |

| Monkey Business – International edition (bonus track) |                    |             |          |  |
| N.º                                                   | Título             | Producer(s) | Duración |  |
| 16.                                                   | «Do What You Want» | will.i.am   | 4:03     |  |

| Monkey Business – UK and Japanese edition (bonus track) |                    |             |          |  |
| N.º                                                     | Título             | Producer(s) | Duración |  |
| 17.                                                     | «If You Want Love» | will.i.am   | 4:56     |  |

| Monkey Business – Japanese edition (bonus track) |                      |          |  |
| N.º                                              | Título               | Duración |  |
| 18.                                              | «Make Them Hear You» | 3:18     |  |

| Monkey Business – Asian special edition (bonus tracks) |                                 |             |          |  |
| N.º                                                    | Título                          | Producer(s) | Duración |  |
| 17.                                                    | «Pump It» (Travis Barker Remix) | will.i.am   | 3:36     |  |
| 18.                                                    | «Dum Diddly» (Noizetrip Remix)  | will.i.am   | 4:06     |  |

| Monkey Business – Japanese tour edition (bonus DVD) |                                         |                    |          |  |
| N.º                                                 | Título                                  | Director(s)        | Duración |  |
| 1.                                                  | «Don't Phunk with My Heart"/"Interview» | The Malloys        |          |  |
| 2.                                                  | «Don't Lie»                             | The Saline Project |          |  |

| Monkey Business – Asian special edition (bonus DVD) |                             |                    |          |  |
| N.º                                                 | Título                      | Director(s)        | Duración |  |
| 1.                                                  | «Pump It»                   | Francis Lawrence   | 3:46     |  |
| 2.                                                  | «Don't Phunk with My Heart» | The Malloys        | 4:25     |  |
| 3.                                                  | «Don't Lie»                 | The Saline Project | 3:46     |  |
| 4.                                                  | «My Humps»                  | Fatima Robinson    | 3:56     |  |
| 5.                                                  | «Like That»                 | Syndrome           | 4:40     |  |

Notas
Créditos de los samples
- "Pump It" contiene samples de "Misirlou" de Dick Dale.
- "Don't Phunk with My Heart" contiene una interpolación de "I Wonder If I Take You Home" de Lisa Lisa and Cult Jam con Full Force, un sample de "Ae Naujawan Hai Sab Kuchch Yahan" de Asha Bhosle y un sample de "Yeh Mera Dil Yaar Ka Diwana" de Bhosle. * "Don't Lie" contiene un sample de "The Ruler's Back" de Slick Rick.
- "My Humps" contiene una interpolación de "I Need a Freak" de Sexual Harassment.
- "Like That" contiene un sample de "Who Can I Turn To?" de Astrud Gilberto.
- "Dum Diddly" contiene una interpolación de "Pass the Dutchie" de Musical Youth.
- "Gone Going" contiene una interpolación de "Gone" de Jack Johnson.
- "They Don't Want Music" contiene una interpolación de "Let's Make It Funky" de Nice & Smooth.
- "Ba Bump" contiene samples de "Candy" de Cameo.
- "Audio Delite at Low Fidelity" contiene samples de "All Night Long (canción de Mary Jane Girls)" de Mary Jane Girls.
- "Union" contiene una interpolación de "Englishman in New York" de Sting.

## Créditos y Personal
Los créditos están adaptados de las notas del álbum "Monkey Business".
- apl.de.ap – Voz (pistas 1–4, 6–8, 10–12, 14–15), Clavinet (pista 8), Caja de ritmos (pista 8), Cuerdas (pista 8), Producción (pista 8)
- Marcella Araica – Asistencia de ingeniería de grabación (pista 3), Edición con Pro-Tools (pista 3)
- Charlie Baccarat – Violín eléctrico (pista 2)
- Printz Board – Cuerdas Mellotron (pistas 2, 7-8), Teclados Mellotron (pista 13), Sintetizador Moog (pistas 7 y 10), Sintetizador (pistas 8 y 13), Bajo (pistas 8 y 10), Batería (pista 8), Caja de ritmos (pista 13), Trompeta (pistas 9-11 y 13), Teclados (pista 10), Piano Rhodes (pista 10), Producción (pistas 8 y 13)
- Ray Brady – Guitarra (pistas 4 y 7)
- James Brown – Voz (pista 10)
- Venus Brown – Coros (pista 10), Gestión A&R
- Demo Castelleon – Ingeniería de grabación (pista 3)
- Mino Cinelu – Percusión (pista 15)
- Fred Davis – Representación legal
- Dylan "3-D" Dresdow – Ingeniería de grabación vocal (pista 8)
- Ron Fair – Producción ejecutiva, producción adicional (pista 4), arreglos de cuerdas (pistas 2 y 9), dirección de cuerdas (pista 9), armónica (pista 4)
- Shepard Fairey – Diseño de portada del álbum, diseño de logotipo
- Fergie – Voz (pistas 1–8, 10–11, 13, 15)
- Mike Fratantuno – Bajo (pista 13)
- Seth Friedman – Gestión A&R, dirección artística de portada, gestión
- Brian Gardner – Masterización
- Şerban Ghenea – Mezcla (pistas 5, 10–12 y 15)
- Dennis Gomez – Diseño de libreto
- Cee-Lo Green – Voz (pista 6)
- Keith Harris – batería en vivo (pista 7), batería (pistas 2, 7, 13 y 14), teclados (pista 7), cuerdas de mellotron (pista 7), percusión (pista 8)
- Tal Herzberg – ingeniería de grabación (pistas 1, 2, 4 y 9), programación de Pro-Tools (pistas 2 y 4)
- Julie Hovsepian – gestión de producto
- Ted Howard – ingeniería de grabación (pista 6)
- Tippa Irie – coros (pista 7)
- Jack Johnson – guitarra (pista 9), voz (pista 9)
- Mike Jurkovac – dirección artística de portada
- Manu Katche – batería (pista 15)
- Kenny Kirkland – teclados (pista 15)
- Talib Kweli – voz (pista 6)
- Sarah Larkin – Gestión empresarial
- John Legend – Voz (pista 6)
- Melvin "Chaos" Lewis – Ingeniería de grabación (pista 11), bajo (pista 11), caja de ritmos (pista 11)
- Jimmy Limon – Bajo (pista 12), Clavinet (pista 12), órgano (pista 12), caja de ritmos (pista 12), percusión (pista 12), guitarra (pista 12)
- Lor-e – Estilismo
- Branford Marsalis – Saxofón soprano (pista 15)
- Edward Martinez – Dirección artística del libreto, fotografía
- Tony Maserati – Mezcla (pistas 3, 7, 8 y 13)
- Michael Matthews – Guitarra (pista 11)
- Polo Molina – Gestión
- Osinachi Nwaneri – Ingeniería de grabación (pista 6)
- Tim "Izo" Orindgreff – saxofón (pistas 9-11 y 13), flauta (pista 13)
- George Pajon Jr. – guitarra (pistas 1-4, 8, 10 y 13)
- Jack Joseph Puig – mezcla (pista 9)
- Q-Tip – voz (pista 6)
- Kevin Rudolf – guitarra (pista 3)
- Justin Siegel – coordinación de la gestión A&R
- Madeleine Smith – autorización musical
- David Sonenberg – gestión
- Mike "Spike" Stent – mezcla (pistas 1, 2 y 4)
- Sting – voz (pista 15), bajo (pista 15)
- Taboo – voz (pistas 1–4, 6–8, 11, 13 y 15)
- Robert "Mousey" Thompson – bajo (pista 10), clavinet (pista 10), batería (pista 10), caja de ritmos (pista 10), órgano (pista 10)
- Justin Timberlake – voz (pista 3)
- Timbaland – voz (pista 3), demás instrumentos (pista 3)
- Neil Tucker – ingeniería de grabación (pistas 2, 8, 10, 11 y 13)
- Andrew Van Meter – dirección de producción
- Jason Villaroman – ingeniería de grabación (pistas 1, 3–5, 7, 12, 14 y 15)
- Jeff Watkins – saxofón (pista 10)
- Albert Watson – fotografía
- will.i.am – producción ejecutiva, diseño conceptual, producción (pistas 1, 2, 4-10 y 12-15), mezcla (pista 14), voz (todas las pistas), bajo (pistas 1, 4, 5, 7, 9, 10, 12 y 14), caja de ritmos (1, 4, 5, 7, 9, 12 y 15), batería (pista 15), sintetizador (pistas 1, 7, 12 y 14), clavinet (pistas 5 y 11), órgano (pistas 5 y 9), piano Rhodes (pistas 8 y 11), instrumentos adicionales (pista 6)
- Ethan Willoughby – ingeniería de grabación (pista 6), mezcla (pista 6)
- Damon Woods – guitarra (pista 10)
- Florencio Zavala – diseño de portada del álbum, diseño de logotipo

## Charts

### Weekly charts
| Chart (2005–2006)                                 | Peak position |
| ------------------------------------------------- | ------------- |
| Australia (ARIA)                                  | 1             |
| Australia Australian Urban Albums (ARIA)          | 1             |
| Austria (Ö3 Austria)                              | 2             |
| Bélgica (Ultratop Flandes)                        | 4             |
| Bélgica (Ultratop Valonia)                        | 7             |
| Canadá (Billboard Canadian Albums)                | 1             |
| República Checa (ČNS IFPI)                        | 3             |
| Dinamarca (Hitlisten)                             | 3             |
| Países Bajos (Album Top 100)                      | 3             |
| Unión Europea European Top 100 Albums (Billboard) | 1             |
| Finlandia (Suomen virallinen lista)               | 4             |
| Francia (SNEP)                                    | 1             |
| Alemania (Offizielle Top 100)                     | 1             |
| Grecia (IFPI)                                     | 3             |
| Hungría (MAHASZ)                                  | 5             |
| Irlanda (IRMA)                                    | 7             |
| Italia (FIMI)                                     | 10            |
| Japón (Oricon)                                    | 3             |
| México (Top 100 Mexico)                           | 1             |
| Nueva Zelanda (RMNZ)                              | 1             |
| Noruega (VG‑lista)                                | 15            |
| Polonia (ZPAV)                                    | 13            |
| Portugal (AFP)                                    | 5             |
| Escocia (Scottish Albums Chart)                   | 5             |
| Singapur (RIAS)                                   | 1             |
| España (Promusicae)                               | 5             |
| Suecia (Sverigetopplistan)                        | 16            |
| Suiza (Schweizer Hitparade)                       | 1             |
| Taiwán (Five Music)                               | 1             |
| Reino Unido (UK Albums Chart)                     | 4             |
| Reino Unido (UK R&B Albums)                       | 1             |
| Estados Unidos (Billboard 200)                    | 2             |
| Estados Unidos (Top R&B/Hip-Hop Albums)           | 1             |

### Year-end charts
| Chart (2005)                                         | Position |
| ---------------------------------------------------- | -------- |
| Australia (ARIA)                                     | 5        |
| Austria (Ö3 Austria)                                 | 37       |
| Bélgica (Ultratop Flanders)                          | 36       |
| Bélgica Belgian Albums (Ultratop Wallonia)           | 35       |
| Dinamarca Danish Albums (Hitlisten)                  | 51       |
| Países Bajos (Album Top 100)                         | 32       |
| Unión Europea European Top 100 Albums (Billboard)    | 13       |
| Francia (SNEP)                                       | 30       |
| Alemania (Offizielle Top 100)                        | 34       |
| Hungría (MAHASZ)                                     | 42       |
| Italia (FIMI)                                        | 68       |
| Japón (Oricon)                                       | 45       |
| México (Top 100 Mexico)                              | 55       |
| Nueva Zelanda (RMNZ)                                 | 5        |
| Suecia (Sverigetopplistan)                           | 68       |
| Suiza (Schweizer Hitparade)                          | 14       |
| Reino Unido (OCC)                                    | 21       |
| Estados Unidos US Billboard 200                      | 18       |
| Estados Unidos US Top R&B/Hip-Hop Albums (Billboard) | 23       |
| Mundial (IFPI)                                       | 4        |

| Chart (2006)                                         | Position |
| ---------------------------------------------------- | -------- |
| Australia (ARIA)                                     | 19       |
| Bélgica (Ultratop Flanders)                          | 13       |
| Bélgica (Ultratop Wallonia)                          | 30       |
| Dinamarca (Hitlisten)                                | 61       |
| Países Bajos (Album Top 100)                         | 67       |
| Unión Europea European Top 100 Albums (Billboard)    | 11       |
| Francia (SNEP)                                       | 17       |
| Alemania (Offizielle Top 100)                        | 62       |
| Italia (FIMI)                                        | 50       |
| México (Top 100 Mexico)                              | 2        |
| España (PROMUSICAE)                                  | 50       |
| Suecia (Sverigetopplistan)                           | 92       |
| Suiza (Schweizer Hitparade)                          | 42       |
| Reino Unido (OCC)                                    | 61       |
| Estados Unidos US Billboard 200                      | 14       |
| Estados Unidos US Top R&B/Hip-Hop Albums (Billboard) | 21       |
| Mundial Worldwide Albums (IFPI)                      | 28       |

### Decade-end charts
| Chart (2000–2009)               | Position |
| ------------------------------- | -------- |
| Australia (ARIA)                | 27       |
| Estados Unidos US Billboard 200 | 67       |